# Pointe de Bertol
Pointe de Bertol är en bergstopp i Schweiz.   Den ligger i distriktet Hérens och kantonen Valais, i den södra delen av landet, 100 km söder om huvudstaden Bern. Toppen på Pointe de Bertol är 3 499 meter över havet, eller 184 meter över den omgivande terrängen. Bredden vid basen är 0,49 km.
Terrängen runt Pointe de Bertol är huvudsakligen bergig. Runt Pointe de Bertol är det mycket glesbefolkat, med 2 invånare per kvadratkilometer.. Närmaste större samhälle är Zermatt, 17,1 km öster om Pointe de Bertol. 
Trakten runt Pointe de Bertol består i huvudsak av gräsmarker.